# Gambuhan (Pulosari)
Gambuhan is een bestuurslaag in het regentschap Pemalang van de provincie Midden-Java, Indonesië. Gambuhan telt 7350 inwoners (volkstelling 2010).